# Cakile
Cakile é um género botânico pertencente à família Brassicaceae.  O género é nativo da Europa, Ásia e América do Norte, tendo a eruca-marítima (C. maritima) sido introduzida na América do Norte, disseminando-se tanto na costa oriental como na costa ocidental do Continente.
São plantas perenes com caules erectos ou decumbente (cresce em direção ao chão mas com a ponta que cresce para cima). As espécies mais comuns na Europa e na América do Norte têm o seu habitat em zonas costeiras e, mais especificamente, em dunas. As folhas são carnudas. As flores são variam tipicamente do malva pálido ao branco com pétalas de cerca de 1 cm de comprimento, muito similares ao do saramago, também da família das brassicáceas que também podem ocorrer nas mesmas regiões, devendo-se ter atenção às folhas e caules de modo a distingui-lo destas espécies.